# Aitor Aldeondo Sarasa
Aitor Aldeondo (Andosilla, 25 de gener de 1975) és un exfutbolista navarrés, que jugava com a davanter.

## Trajectòria
Aldeondo es va formar a les categories inferiors de la Reial Societat. Després de passar pel filial, el 1996 puja al primer equip. Amb el conjunt donostiarra va disputar quatre temporades a la màxima categoria, però la seua aportació, tot i que efectiva, va ser mínima: entre la 96/97 i la 99/00 va jugar 45 partits, tan sols un com a titular, i va marcar sis gols.
L'estiu del 2000 recala al Córdoba CF, de la Segona Divisió, on no va tenir més sort. Sí que va jugar més a l'any següent amb la SD Eibar. Aldeondo va fer una campanya irregular, amb 4 gols en 29 partits.
A partir del 2002 va militar en equips de Segona B i Tercera Divisió: CE L'Hospitalet (02/03), Reial Oviedo (03/05), CD Logroñés (05/07) i River Ega (07).